# Fonds souverain de Turquie
Le Fonds souverain de Turquie (turc : Türkiye Varlık Fonu ; anglais : Türkiye Wealth Fund) est le fonds souverain de la Turquie créé en 2016. Le TWF, destiné à soutenir le développement de l'économie turque, possède un portefeuille d'actifs publics composé de 20 sociétés de 8 secteurs, de 2 licences dans les jeux d'argent, et de biens immobiliers, et gère 177 milliards de livres turques en 2020.

## Actifs

### Finance
- Ziraat Bankası : 100 %
- Halkbank : 75,3 %
- Vakıfbank : 36 %
- Borsa İstanbul : 80,6 %[2]
- Türkiye Sigorta : 81,1 %
- Türkiye Hayat Emeklilik : 100 %
- Platform Ortak Kartlı Sistemler : 20 %

### Énergie
- BOTAŞ : 100 %
- Turkish Petroleum : 100 %
- TWF Energy : 100 %
- TWF Refinery and Petrochemical : 100 %

### Transport et logistique
- Türkiye Denizcilik İşletmeleri : 49 %
- Turkish Airlines : 49,12 %
- PTT : 100 %
- Port d'Izmir : 100 %

### Industrie minière
- TWF Mining : 100 %
- Eti Maden : 100 %

### Technologie et télécommunications
- Turkcell : 26,2 %
- Türksat : 100 %
- Türk Telekom : 6,68 %

### Agriculture et alimentation
- Kayseri Şeker : 11,1 %
- Çaykur : 100 %

### Biens immobiliers
Le TFW détient 46 biens immobiliers dont l'Istanbul Financial Center.

### Licences de jeux d'argent et de hasard
- Milli Piyango (jeux d'argent) : licence délivrée pour 49 ans en 2017 (loi n° 680 du 6 janvier 2017)
- Turkish jockey club (course de chevaux) : licence délivrée pour 49 ans en 2018 (loi n° 680 du 6 janvier 2017)

## Direction

### Président
Le fonds est dirigé par Zafer Sönmez et présidé par le président turc Recep Tayyip Erdoğan et, de 2018 jusqu'au 27 novembre 2020, le vice-président était le gendre d'Erdoğan et ancien ministre du Trésor et des Finances, Berat Albayrak qui a décidé de démissionner de son poste.

### Membres du conseil d'administration
- Erişah Arıcan
- Hüseyin Aydın
- Burak Dağlıoğlu
- Mustafa Rifat Hisarcıklıoğlu
- Fuat Tosyalı
- Zafer Sönmez (PDG)